# Phenomenal Handclap Band
Phenomenal Handclap Band — американский музыкальный коллектив из Нью-Йорка, образованный в 2008 году.

## История
Группа была образована Дэниелом Колласом и Шоном Маркуандом. Оба работали диджеями в Нью-Йорке и вместе продюсировали записи других исполнителей, затем начали сочинять собственную музыку. Сначала дуэт назывался Embassy Sound Productions. После того как в 2008 году к ним присоединились Патрик Вуд, Люк Риверсайд, Лора Марин, Бин Джи Лин, Пьер Паппалардо и Джоан Тик, коллектив приобрёл нынешнее название. В 2009 году Phenomenal Handclap Band выпустили одноимённый дебютный альбом, в работе над которым им помогали несколько местных музыкантов, в том числе Аурелио Валле из группы Calla, Джалил Бантон из TV on the Radio, Джон Спенсер (Blues Explosion) и Леди Тигра (L'Trimm). Песня «15 to 20», вошедшая в плейлист радиостанции BBC 6 Music, была издана на сингле, который занял 28-е место в британском чарте Independent Singles Breakers.
Коллектив принимал участие в записи мини-альбома Дайан Берч и гастролировал с Брайаном Ферри. Второй студийный альбом Form and Control был записан на студии RAK без Джоан Тик, покинувшей группу, и вышел в январе 2012 года.

## Дискография
- Phenomenal Handclap Band (2009)
- Form and Control (2012)
- PHB (2020)